# Riz à la valencienne
Le riz à la valencienne (en espagnol : arroz a la valenciana, en valencien : arròs a la valenciana) est un nom qui désigne une multitude de plats à base de riz de différentes cuisines du monde, issus de la tradition rizicole de la communauté valencienne, dans l'est de l'Espagne.
La paella moderne est issue du riz à la valencienne, et non l'inverse, car la méthode de préparation du riz à la valencienne est pratiquée depuis l'époque coloniale et se retrouve dans les gastronomies argentine, colombienne, cubaine, nicaraguayenne, uruguayenne, vénézuélienne, etc. On trouve même de l'arosbalensiyana dans la cuisine philippine. En revanche, la paella valencienne, telle qu'on la connaît aujourd'hui, n'est apparue qu'à la fin du XIXe siècle, chez les paysans de la huerta valencienne. En Espagne, lorsqu'une paella contient des ingrédients autres que ceux « proprement valenciens », elle est familièrement et péjorativement appelée arroz con cosas (« riz avec des trucs,,, »).
Bien qu'il existe une grande variété de recettes de riz à la valencienne, elles ont toutes en commun que le riz est sec (sans bouillon) et coloré avec diverses épices (à l'origine du safran), et qu'il comprend des légumes, de la viande et des fruits de mer.

## Histoire
Bien que le riz ait probablement été produit à Valence avant la période andalouse, ce sont les Arabes qui ont étendu sa culture et diversifié son utilisation. Cela se reflète dans les livres de recettes médiévaux, tant chrétiens que musulmans, qui montrent que le riz était déjà aromatisé au safran à cette époque ; un exemple en est l'arròs en cassola al forn del Mestre Robert (XVIe siècle). Au fil du temps, la culture du riz s'est imposée à Valence, en y ajoutant des légumes et de la viande. À l'époque impériale, l'arroz a la valenciana s'est répandu dans les colonies espagnoles du Nouveau Monde. C'est pourquoi il est possible de trouver l'arroz a la valenciana au Nicaragua et aux Philippines. La recette a été adaptée à de nouveaux ingrédients et aux goûts américains.
La première référence écrite au riz à la valencienne se trouve dans le manuscrit du XVIIIe siècle Avisos y instrucciones per lo principiant cuyiner, du moine franciscain Josep Orri. Peu après, Fray Gerónimo de San Pelayo, dans son livre de cuisine publié à Mexico en 1780, parle de l'arroz a la valenciana. Dans un autre livre de cuisine mexicain intitulé Nuevo y sencillo arte de cocina (1836), d'Antonia Carrillo, on trouve également une recette de riz à la valencienne qui comprend des piments verts et du safran.
Dans un autre livre de cuisine publié à La Havane en 1862, on trouve une recette d'arroz a la valenciana.
En 1883, José Castro y Serrano commente qu'« aucune province ne sait faire de riz à la valencienne comme Valence. Lors d'un événement religieux à Bergara en 1889, du riz à la valencienne a été servi aux invités. Ángel Muro, dans son Diccionario general de cocina de 1892, inclut une recette de riz à la valencienne pour « rendre hommage au pays du riz ». À partir des années 1890, le « riz à la paella » (« dans la poêle à frire ») a commencé à être utilisé comme synonyme de riz à la valencienne.

### Dans la cuisine classique
Urbain Dubois (1868) donne une Garniture de riz à la Valenciennes qui est un riz au gras blondit dans l'huile avec oignon cuit dans un bouillon avec chipolata et poivre rouge d'Espagne, fonds d'artichauts et champignons, jambon cuit en dés. En 1889, il donne une nouvelle version (avec du poulet et des tomates) de riz à la valencienne (sans s). Le riz à la Valenciennes conserve son statut de garniture chez Auguste Escoffier (1903), il est cité comme garniture de suprêmes de poulet aux truffes dans Le Guide culinaire. Joseph Favre (1905) donne la recette de ce riz « comme on prépare le riz à Valence : faire cuire le riz à grande eau, en le conservant entier ; l'égoutter dans une passoire et le faire légèrement essuyer à l'étuve ; le remettre dans une casserole, avec une quantité suffisante de beurre fin et du sel ».
Parallèlement, le riz à la valencienne à la manière espagnole apparait dans les sources francophones en 1884 (« sorte de pillaw fait avec du poulet ou du poisson »).

### Différence avec la paella valencienne
Les deux noms sont souvent utilisés de manière interchangeable pour désigner des préparations de riz similaires et en fait la paella peut être considérée comme une variété de riz valencien.
Le chef valencien Rafael Vidal en 2000 a obtenu l'approbation du gouvernement valencien pour sa recette de paella valencienne traditionnelle de dix ingrédients : garrofón, tomate, haricot ferraúra, poulet, lapin, sel, huile d'olive, riz rond, eau et safran en vue d'obtenir un label de qualité européen, il reconnait que sa recherche de la paella authentique doit admettre la diversité des variantes locales. Le riz à la valencienne n'est pas davantage standardisé et plutôt qu'une recette, il s'agit d'une « famille de recettes » ou d'une méthode de cuisson du riz [réf. nécessaire].
Dans la culture populaire espagnole, les Valenciens sont connus pour leur animosité à l'égard des paellas étrangères qui n'incluent pas les ingrédients « traditionnels, ». Ces préparations sont appelées péjorativement arroz con cosas, car elles « ne méritent pas d'être appelées paella, ».

## Par régions

### Bolivie
En Bolivie, le riz à la valencienne est un plat très populaire qui comprend du poulet, parfois du chorizo, divers légumes tels que des petits pois, des oignons, des tomates, des haricots verts, des carottes et des pommes de terre de la variété locale imilla. La couleur du riz est obtenue par l'utilisation de paprika ou de safran, et d'aji panca (piment doux et fruité), qui lui donne un certain piquant.

### Chili
Le style chilien de préparation du riz à la valencienne diffère par l'utilisation du curry ou du curcuma pour colorer le riz, bien qu'il soit usuel de trouver parfois préparé avec du safran, comme dans la recette espagnole originale. Elle est parfois appelée « paella chilienne », et contient principalement un assortiment de fruits de mer : palourdes, crevettes, moules et clams. Selon le goût de chaque foyer, il est courant d'ajouter des chorizos (saucisses) ou du poulet. Si est utilisé uniquement des légumes, ce plat est appelé arroz a la jardinera.

### Colombie
Le riz à la valencienne est un plat typique de la cuisine côtière colombienne. En plus du porc ou du poulet, il comprend souvent du poisson et des fruits de mer. Le principal colorant est le safran.

### Nicaragua

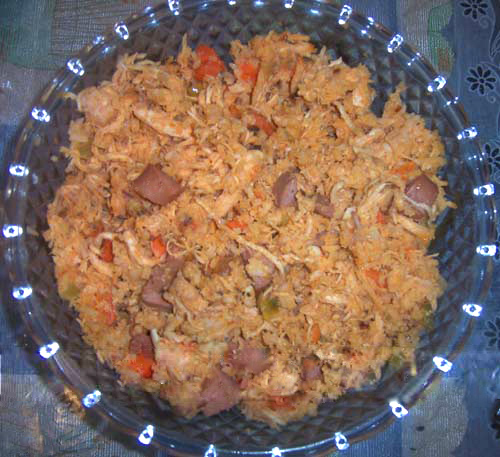
Version nicaraguayenne du riz à la valencienne.

La recette nicaraguayenne du riz à la valencienne diffère de l'original espagnol, en ce qu'elle inclut du beurre au lieu de l'huile, de l'oignon, de la sauce tomate, des tomates pimentées et d'autres légumes selon le goût du cuisinier. Quant à la viande, elle comprend généralement du poulet, du jambon ou des choricitos. C'est l'un des plats de riz les plus typiques du Nicaragua, et il est parfois trouvé sous le nom de arroz de piñata, en raison de son caractère festif.

### Philippine
Aux Philippines, le riz à la valencienne (arosbalensiyana en orthographe tagalog) est surnommé paelya de pobre (paella du pauvre), car il contient des ingrédients de moindre quantité et qualité. Une variété locale de riz gluant, appelée malagkit, est utilisée. Les légumes varient d'un endroit à l'autre, mais comprennent généralement toujours des oignons et des poivrons. Le lait de coco est également utilisé.
Il est d'usage, comme dans certaines régions d'Amérique latine, de parfumer le plat avec un peu d'alcool, par exemple en ajoutant du vin blanc ou de la bière dans la poêle, et le beurre est utilisé à la place de l'huile. Il comprend également des morceaux de poulet, parfois du chorizo Bilbao, une variante locale du chorizo.

### Portugal
Le arroz à valenciana ou paella n'est pas comparable au arroz portugais cuits à couvert et qui ne mélange pas viande et de produits de la mer. Mais il est parfois cuit dans une casserole et fait au riz Carolino portugais. C'est selon le Dictionnaire Espagnol-Portugais de 1864 « celui qui est mijoté avec des poivrons et des tomates ». Il est également possible de rencontrer parfois en portugais des paellas au (poulet et/ou porc, ou saucisses) et aux fruits de mer et des calmars, ainsi que divers légumes tels que des pois (ervilhas), des poivrons rouges, etc. La couleur du riz est due à l'utilisation du safran. L'ail est un autre arôme courant.

### Salvador
Au Salvador, le riz à la valencienne comprend généralement des œufs durs et divers morceaux de poulet, comme des poitrines, des gésiers ou même des foies. En outre, divers légumes sont ajoutés, tels que des oignons, des pois, du maïs ou des carottes. Le curry ou le paprika sont couramment utilisés comme colorant.

### Îles Mariannes
La recette du riz à la valencienne a fait son chemin jusqu'aux îles Mariannes, situées dans le Pacifique, qui étaient autrefois une colonie espagnole et sont maintenant une colonie américaine. Chez les Chamorros, il est connu sous le nom de balensiåna et est coloré à l'achiote.